# José María Acebo
José María Acebo (Madrid, 12 d'octubre de 1830- ídem, 1892/1894) va ser un dramaturg espanyol. Les seva obra és de caràcter fulletonesc, és a dir, sobre temàtiques pròpies de novel·les per entregues, emocionants, melodramàtiques i poc versemblants, i que tenen un toc d'intriga. Algunes de les seves obres van ser sarsueles. A més, va pertànyer a l'Associació d'Escriptors i Artistes Espanyols, societat creada el 1871, i a la Creu Roja.

## Obres
Les seves obres són les següents:
- El amor y la amistad
- La venganza de una muerta
- Misterios sociales
- Dicen que no hay mal que por bien no venga
- Adela
- La avellanera de Triana
- A la misa del gallo
- El último desengaño
- El monje de Yuste
- El corazón de una madra
- Píldoras de amor
- Los lazos del corazón
- El corazón de un padre
- Por una carta
- El ángel del hogar
- La soirèe de las calaveras
- Liquidación de novios
- El cuarto de Rosalía